# サウンド・オブ・ホワイト・ノイズ
『サウンド・オブ・ホワイト・ノイズ』（Sound of White Noise）は、アメリカ合衆国のヘヴィメタル・バンド、アンスラックスが1993年に発表した6作目のスタジオ・アルバム。

## 背景
アンスラックスは1992年にエレクトラ・レコードへ移籍し、その後間もなくボーカリストのジョーイ・ベラドナを解雇した。そして、元アーマード・セイントのジョン・ブッシュを後任に迎え、1993年には本作がエレクトラ移籍第1弾アルバムとしてリリースされた。本作をプロデュースしたデイヴ・ジャーデンは過去に、ブッシュの所属していたアーマード・セイントや、アリス・イン・チェインズ、ジェーンズ・アディクションなどの作品も手がけている。
「ブラック・ロッジ」はバンドとアンジェロ・バダラメンティの共作で、バダラメンティが音楽監督を務めたテレビドラマ『ツイン・ピークス』にインスパイアされた。本作のレコーディング・セッションで録音された曲のうち「ポイズン・マイ・アイズ」は、1993年公開の映画『ラスト・アクション・ヒーロー』のサウンドトラックに提供された。

## 反響・評価
アメリカのBillboard 200では7位に達し、バンド初の全米トップ10アルバムとなった。1993年7月には、RIAAによりゴールドディスクの認定を受けた。全英アルバムチャートでは3週トップ100入りして最高14位を記録し、自身5作目の全英トップ20アルバムとなった。
Dave Connollyはオールミュージックにおいて5点満点中3点を付け「シアトル・メタル後のサウンドが持ち込まれている」と評している。

## 収録曲
特記なき楽曲はジョン・ブッシュ、スコット・イアン、フランク・ベロ、チャーリー・ベナンテの共作。
1. ポッターズ・フィールド "Potters Field" – 5:00
2. オンリー "Only" – 4:56
3. ルーム・フォー・ワン・モア "Room for One More" – 4:56
4. パッケージド・リベリャン "Packaged Rebellion" – 6:16
5. 偽善者 "Hy Pro Glo" – 4:31
6. インヴィジブル "Invisible" – 6:10
7. 1000ポインツ・オブ・ヘイト "1000 Points of Hate" – 5:00
8. ブラック・ロッジ "Black Lodge" (John Bush, Scott Ian, Frank Bello, Charlie Benante, Angelo Badalamenti) – 5:25
9. C11 H17 N2 O2 S Na "C11 H17 N2 O2 S Na" – 4:25
10. バースト "Burst" – 3:41
11. ノット・エグジット "This Is Not an Exit" – 6:50

### 日本限定盤CD (WMC5-601/601S)ボーナス・ディスク
1. ノイズゲート "Noisegate" – 4:25
2. カウボーイ・ソング "Cowboy Song" (Phil Lynott, Brian Downey) – 5:06
  - シン・リジィのアルバム『脱獄』（1976年）収録曲のカヴァー。
3. サヨナラ・グッバイ "Auf Wiedersehen" (Rick Nielsen, Tom Peterson) – 3:33
  - チープ・トリックのアルバム『天国の罠』（1978年）収録曲のカヴァー。
4. ルッキング・ダウン・ザ・バレル・オブ・ア・ガン "Looking Down the Barrel of a Gun" (Adam Horovitz, Adam Yauch, John King, Matt Dike, Michael Diamond, Mike Simpson) – 3:09
  - ビースティ・ボーイズのアルバム『ポールズ・ブティック』（1989年）収録曲のカヴァー。

### 1998年再発CD (VICP-60320)ボーナス・トラック
1. ポッターズ・フィールド（アル・ジュールゲンセン・リミックス） "Potters Field (Al Jourgensen Remix)" – 4:45
2. ルッキング・ダウン・ザ・バレル・オブ・ア・ガン "Looking Down the Barrel of a Gun" (A. Horovitz, A. Yauch, J. King, M. Dike, M. Diamond, M. Simpson) – 3:09
3. カウボーイ・ソング "Cowboy Song" (P. Lynott, B. Downey) – 5:06
4. ラヴ・ハー・オール・アイ・キャン "Love Her All I Can" (Paul Stanley) – 2:31
  - キッスのアルバム『地獄への接吻』（1975年）収録曲のカヴァー。
5. アウフ・ヴィダーゼン "Auf Wiedersehen" (R. Nielsen, T. Peterson) – 3:31

### 2001年リマスターCD (398 578 211-2)ボーナス・トラック
1. "Auf Wiedersehen" (R. Nielsen, T. Peterson) – 3:31
2. "Cowboy Song" (P. Lynott, B. Downey) – 5:06
3. "London" (Morrissey, Johnny Marr) – 2:52
  - ザ・スミスが1987年にシングルB面曲として発表した曲のカヴァー。
4. "Black Lodge (Strings mix)" (J. Bush, S. Ian, F. Bello, C. Benante, A. Badalamenti) – 5:21

## 参加ミュージシャン
- ジョン・ブッシュ - ボーカル
- スコット・イアン - リズムギター、リードギター、6弦ベース、バッキング・ボーカル
- ダン・スピッツ - リードギター
- フランク・ベロ - ベース
- チャーリー・ベナンテ - ドラムス

アディショナル・ミュージシャン
- ターミネーターX - スクラッチ (on #7)
- アンジェロ・バダラメンティ - シンセサイザー、アディショナル・ギター (on #8)
- キニー・ランドラム - シンセサイザー (on #8)
- ヴィンセント・ベル - トレモロ・ギター (on #8)